# Chiesa di Santa Maria Assunta (Polizzi Generosa)
La chiesa di Santa Maria Assunta o chiesa di Santa Maria Maggiore è il principale luogo di culto di Polizzi Generosa. Appartenente alla Diocesi di Cefalù sotto il patrocinio di Gandolfo da Binasco, arcipretura di Polizzi Generosa.

## Storia

### Epoca normanna
L'edificio sorge nella parte alta della città ai piedi del colle denominato «Castello» con prospetto rivolto a levante. Le prime strutture risalgono all'epoca normanna erette per volontà della contessa Adelasia di Adernò, nipote del Gran Conte Ruggero, consorte di Rinaldo dell'Aquila e signora di Polizzi.

### Epoca spagnola
La costruzione è ingrandita sotto i Ventimiglia in stile gotico e varie volte rimaneggiata nel corso dei secoli, rifacimenti che si susseguirono nel corso degli anni in particolare nel 1620, profondamente modificata nel 1690, nel 1764, anno in cui venne diroccata, fino alla parziale riedificazione del 1794. I caratteri originali normanni sono riconoscibili sotto il cinquecentesco portico laterale, nella finestra lunga e stretta e nell'antico portale denominato di «San Cristoforo».
A Gandolfo Buongiorno spettano le modifiche del prospetto e la demolizione del primitivo campanile.

## Interno

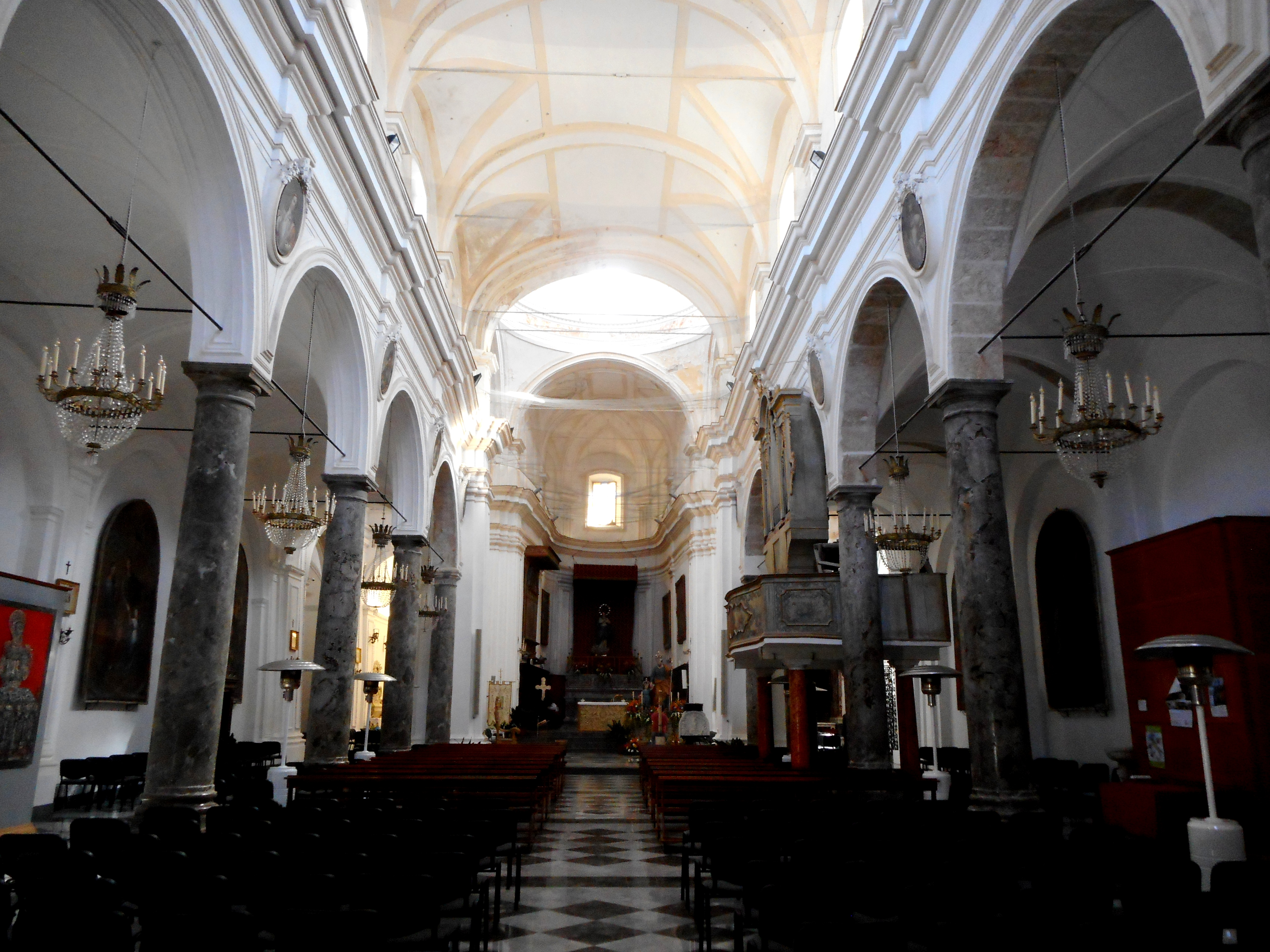
Interno

L'impianto è di tipo basilicale a tre navate un tempo suddivise da pilastri e archi a sesto acuto, oggi definite da colonne che sorreggono archi a tutto sesto. Giurati, nobili, confraternite hanno contribuito ad arricchirla dopo il passaggio al demanio regio dotandola di cappelle, coro, organo, il Crocifisso e la cona grande, polittico realizzato da Antonello Crescenzio.
Sulla porta d'ingresso sono poste La Strage degli Innocenti e Il Martirio dei Diecimila Martiri, opere di Johannes de Matta, rispettivamente tempera e olio su tela, ambedue collocabili nel quarto decennio del XVI secolo.

### Navata destra
- Prima campata: In prossimità dell'ingresso è collocato il fonte battesimale, manufatto marmoreo attribuito a Giorgio da Milano, l'opera rinascimentale reca sull'esterno della conca raffigurate in rilievo l'Annunciazione, la Natività, l'Adorazione dei Magi, il Battesimo di Gesù. Le pareti delle prime campate sono impreziosite da dipinti, fra essi la tela di Giuseppe Salerno, lo «Zoppo di Gangi», raffigurante la Natività del Signore e Trionfo dell'Eucaristia del (1616 - 1617), opera proveniente dalla chiesa di San Giuseppe, commissionata della Confraternita del Santissimo Sacramento.
- Seconda campata: Dipinto.
- Terza campata: uscita laterale destra sul portico.
- Quarta campata: L'arcata ospita la cantoria e l'organo a canne.
- Quinta campata: Dipinto.

### Transetto destro
Cappella di San Gandolfo. L'ambiente custodisce l'arca marmorea del santo, opera commissionata dai Giurati di Città e dal Procuratore della Cappella a Domenico Gagini nel 1482. La lastra tombale di copertura raffigura la figura giacente di San Gandolfo, nella predella sono raffigurati gli Apostoli con Maria Vergine, quattro angeli e le scene della Predica nella matrice per la Quaresima, il Trasporto dell'Arca, la Venerazione dei fedeli, scolpite attorno al cuscino. Documentata una Ultima Cena, bassorilievo marmoreo realizzato dallo stesso autore. Tra i manufatti più importanti l'Urna di San Gandolfo. Quest'ultima opera degli argentieri Andrea Di Leo, Nibilio Gagini, Giuseppe Gagini, Giovanni Zuccaro, realizzata tra il XVI e XVII secolo su incarico dei Giurati e dell'Università di Polizzi nel 1549, con successivi interventi su una preesistente cassa di legno del 1320. Il primitivo involucro è interamente rivestito da lamine d'argento, suddiviso in nicchie intervallate da paraste, contenenti le statuette degli Apostoli, San Francesco d'Assisi, Sant'Antonio di Padova e l'Annunciazione. Il mezzobusto sormonta il manufatto caratterizzato dalle pregevoli fattezze del volto argenteo di San Gandolfo, opera magistrale di Nibilio Gagini.
- Altra espressione del rinascimento il Trittico marmoreo di Bartolomeo Berrettaro e Giuliano Mancino realizzato con la collaborazione di Francesco del Mastro. Attente analisi suggeriscono l'intervento di Antonello Gagini nella realizzazione delle fattezze del realistico Poverello. L'opera raffigura la Vergine con bambino tra San Francesco d'Assisi e Sant'Antonio di Padova, commissione nel 1524, proveniente dalla chiesa di San Francesco.

### Transetto sinistro

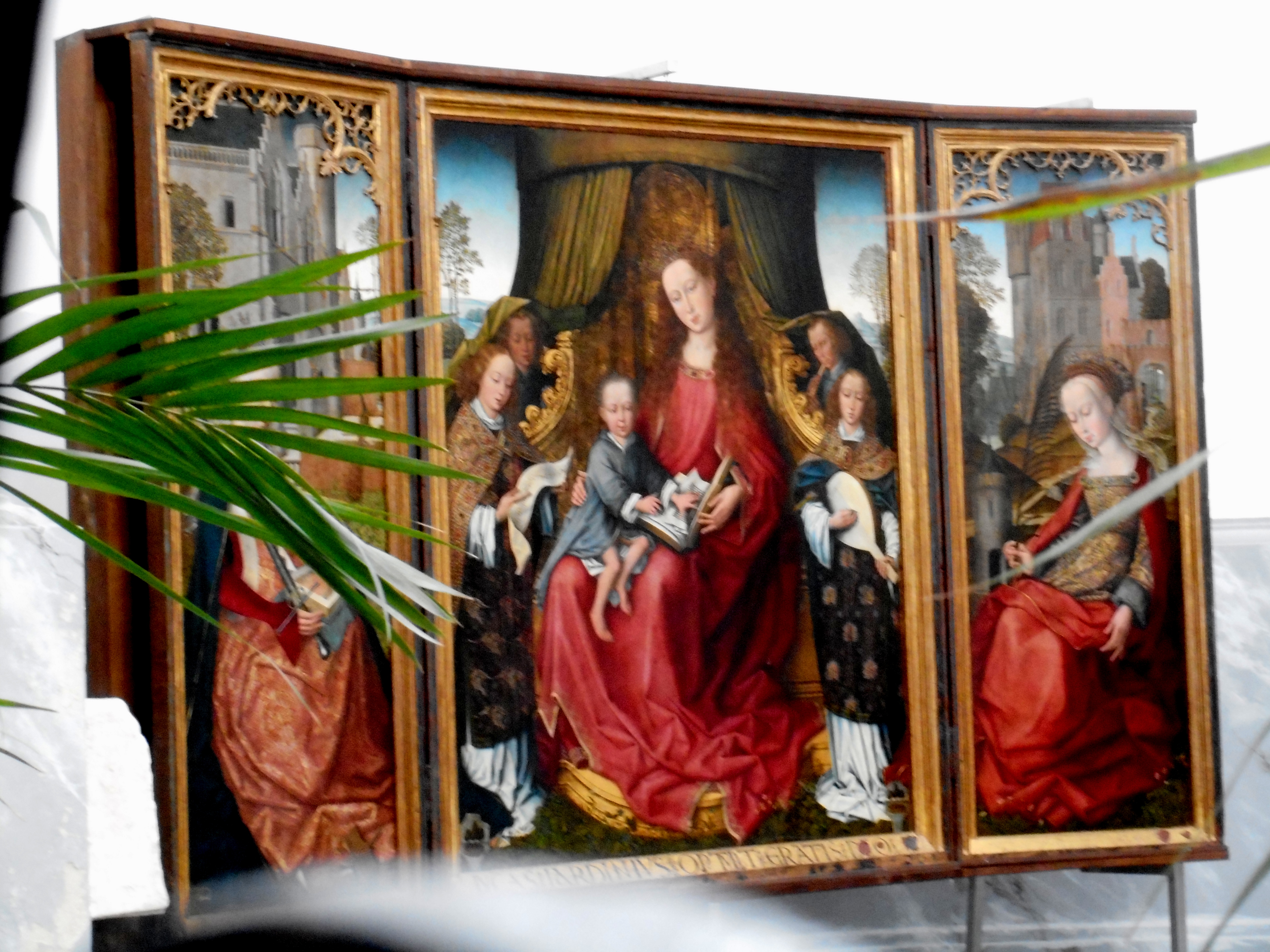
Trittico con la Vergine e il Bambino e angeli tra santa Caterina e santa Barbara

- Trittico con la Vergine e il Bambino e angeli tra santa Caterina e santa Barbara1498c., Trittico di Polizzi Generosa raffigurante la Mater Sapientiae ritratta in trono con il Bambino sulle ginocchia, angeli musicanti nella parte centrale, Santa Caterina d'Alessandria e Santa Barbara ai lati, dipinto del Maestro dei fogliami ricamati (seguace o allievo di Rogier van der Weyden), opera proveniente dalla chiesa di Santa Maria di Gesù dei frati dell'Ordine dei frati minori osservanti extra moenia[3] (nel '500 titolata a Santa Maria della Visitazione, già consacrata a Santa Maria del Soccorso).

### Absidiole
- Absidiola destra: Cappella del Santissimo Sacramento o Cappella di San Giuseppe. Nell'ambiente è documentata la Custodia del Sacramento, manufatto commissionato a Giorgio da Milano dalla Compagnia del Sacramento nel 1496. L'opera fu realizzata e completata in tempi successivi da Bartolomeo Berrettaro, Pier Paolo di Paolo Romano, Luigi di Battista, infine decorata da Johannes de Matta. Raffigurava la Trasfigurazione di Cristo, i profeti Mosè e Elia in posa genuflessa e gli Apostoli. Il Cristo Trasfigurato dopo il disastroso disassemblaggio del 1764, assieme ad altre figure è stato collocato all'esterno della facciata nel portico, più tardi, nell'attuale cappella. I Profeti sono stati inseriti nei pilastri del cappellone, le figure degli Apostoli confinate in un magazzino.[4] Dei tanti episodi biblici riprodotti, le tre scene raffiguranti la Cena Eucaristica, il Bacio di Giuda e la Resurrezione di Cristo, furono incastonate sulla parete del portico.
- Absidiola sinistra: Cappella del Santissimo Crocifisso. Nell'edicola di raffinato altare è incastonato un monumentale reliquiario sul quale risalta un Crocifisso della prima metà del XVII secolo di ignoto scultore, sulla mensa sono disposte alcune statue lignee attribuite a Filippo Quattrocchi.

### Altare maggiore
Cona grande, polittico realizzato da Antonello Crescenzio e documentato per l'altare maggiore ovvero una macchina con sculture marmoree e lignee, di cui si conserva soltanto la predella con gli Apostoli posta in sagrestia e due figure superstiti raffiguranti San Giovanni Battista e San Giovanni Evangelista, opere documentate nel museo Alessi di Enna. Questa, come tante altre opere, fu disassemblata e quasi interamente distrutta in seguito ai rifacimenti che si susseguirono nel corso degli anni, questa in particolare nel 1620 quando fu ampliata l'abside e nel 1764, anno in cui fu smantellata per ingrandire gli ambienti posti dietro l'altare maggiore.
Sull'odierna sopraelevazione è collocata la Madonna con bambino, statua marmorea opera documentata di Giuliano Mancino del 1508.

## Tesoro
- 1549, Urna di San Gandolfo, manufatto opera degli argentieri Andrea Di Leo (1549), Nibilio Gagini (1579), Giuseppe Gagini (1610), Giovanni Zuccaro (1632) ed altri.[7]
- 1586, Ostensorio d'argento, opera di Nibilius Gagini.[8]

## Feste religiose
- Festa di San Gandolfo, terza domenica di settembre.